# Kapelle
Kapelle és un municipi de la província de Zelanda, al sud dels Països Baixos. L'1 de gener de 2009 tenia 12.320 habitants repartits per una superfície de 49,66 km² (dels quals 12,52 km² corresponen a aigua). Limita al nord amb Noord-Beveland i Tholen, a l'est amb Reimerswaal, a l'oest amb Goes i al sud amb Borsele.	

## Administració
El consistori consta de 15 membres, compost per:
- Crida Demòcrata Cristiana, (CDA) 4 regidors
- Partit del Treball, (PvdA) 3 regidors
- Gemeente Belangen, 3 regidors
- Partit Popular per la Llibertat i la Democràcia, (VVD) 2 regidors
- SGP, 2 regidors
- ChristenUnie, 1 regidor

## Personatges il·lustres
- Jan Peter Balkenende, primer ministre dels Països Baixos.